# Giorgio Chinaglia
Giorgio Chinaglia (* 24. Januar 1947 in Carrara; † 1. April 2012 in Naples (Florida), USA) war ein italienischer Fußballspieler und -Manager, der in seiner aktiven Zeit mit Lazio Rom 1974 Meister wurde und später bei Cosmos New York spielte. Bei diesen Klubs war er später auch als Manager bzw. Inhaber aktiv.

## Leben

### Anfänge in Wales und Serie C
Chinaglia verbrachte die ersten Lebensjahre in seiner Geburtsstadt Carrara; mit acht Jahren zog er nach Großbritannien, wo sein Vater als Gastarbeiter einen Job in der walisischen Stadt Cardiff fand. Seine fußballerische Laufbahn begann er 1962 bei Swansea Town; beim damaligen englischen Zweitligisten unterschrieb er Anfang 1965 auch seinen ersten Profivertrag. Während der Rückserie der Saison 1965/66 trug der Mittelstürmer sechsmal das Trikot der Waliser, konnte sie aber nicht vor dem Abstieg bewahren. So wechselte er in die italienische Serie C zu Massese Calcio aus Massa, ein Jahr später zum neapolitanischen Traditionsverein SSD Internapoli, bei dem er zwei Jahre spielte und 25 Tore erzielte.

### Karriere bei Lazio Rom
Seine erfolgreiche Zeit in Neapel weckte das Interesse großer Clubs, und 1968 wechselte er zu Lazio Rom, der gerade in die Serie A aufgestiegen war. Gleich sein zweites Spiel in der ersten Liga machte ihn zum Publikumsliebling: Er schoss das Siegtor zum 1:0 gegen den amtierenden Meister AC Mailand.
Trotz eines zwischenzeitlichen Wiederabstiegs mit Lazio zählte Chinaglia in der ersten Hälfte der 1970er-Jahre zu den besten Stürmern Italiens. Seine stärkste Saison hatte er 1973/74, als er Lazio zur ersten Meisterschaft und damit ersten Titel seit dem Pokalsieg 1958 führte und gleichzeitig Torschützenkönig der Liga wurde. Sein Elfmetertor in der 60. Minute im letzten Heimspiel der Saison gegen Foggia Calcio am vorletzten Spieltag sicherte den Titel und er wurde von den 90.000 Tifosi im Stadio Olimpico entsprechend gefeiert.
In späteren Jahren wurde Chinaglia zu Lazios Spieler des Jahrhunderts gewählt.

### Misserfolge in der Nationalelf
Chinaglia hatte das Interesse von Nationaltrainer Ferruccio Valcareggi schon früh geweckt, der ihn 1970 zur Fußball-Weltmeisterschaft mitnahm, obwohl er nicht zum 22er-Kader gehörte. Sein Debüt für die Azzurri gab er 1972 gegen Bulgarien.
Mit großer Hoffnung fuhr er zur Fußball-Weltmeisterschaft 1974 nach Deutschland, wo die italienische Elf als aktueller Vize-Weltmeister zu den großen Favoriten der Vorrundengruppe Vier zählte. Chinaglia war als Mittelstürmer gesetzt, enttäuschte jedoch im ersten Spiel gegen Haiti; Trainer Ferruccio Valcareggi tauschte ihn nach 70 Spielminuten gegen Pietro Anastasi, den Mittelstürmer von Juventus Turin, aus. Im zweiten Gruppenspiel gegen Argentinien, das Remis endete, saß er nur auf der Ersatzbank. Im letzten Spiel gegen Polen hätte ein Unentschieden gereicht. Chinaglia spielte wieder von Anfang an, konnte seine Chancen jedoch nicht nutzen und seine Mannschaft verlor mit 1:2. Italien schied, wie schon 1966, überraschend in der Vorrunde aus dem Turnier aus.
Insgesamt kam Chinaglia nur zu 14 Einsätzen (vier Tore) in der Nationalmannschaft.

### Ausklang in New York
Er wechselte 1976 als 29-Jähriger in die USA zu den New York Cosmos. Hauptgrund dafür war, dass seine Frau Connie, eine US-Bürgerin, zurück in ihre Heimat wollte. Er forcierte seinen Wechsel nach New York, wo er bereits ein Haus in Englewood, erworben hatte, indem er schlicht und einfach in der Geschäftsstelle von New York Cosmos vorsprach und seine Verpflichtung einforderte; andernfalls, so drohte er, werde er ein eigenes Soccer-Franchise eröffnen. In acht Jahren bei Cosmos entwickelte er sich zum besten Goalgetter der North American Soccer League. Er erzielte insgesamt 193 Tore in 213 Spielen, dabei war er viermal in Serie Torschützenkönig der Liga. Fußballer des Jahres – „Most Valuable Player“ – wurde er 1981. Bei Cosmos spielte er bis 1983, zeitweise gemeinsam mit Pelé, Franz Beckenbauer und Carlos Alberto.

## Vereinsmanagement
1981 musste sich der Eigentümer von Cosmos, Warner Bros. der Drohung einer feindlichen Übernahme durch den australischen Mediamagnaten Rupert Murdoch entziehen und entledigte sich daher einiger Geschäftsteile, darunter Global Soccer, welches die Mehrheit an Cosmos hielt. Diese wurde von Chinaglia übernommen, der damit das Sagen bei Cosmos bekam. Er hatte jedoch nicht die Mittel, den bislang nie die Gewinnzone erreichende Klub wie bisher weiterzuführen. Die Zeit der kostspieligen Stars war damit zu Ende, womit ein schneller Niedergang von Cosmos einsetzte, was wiederum die Erosion der NASL verstärkte. Der Tod der glamourösen NASL-Ära kam schließlich Anfang 1985, als Chinaglia bei einem Treffen mit der Verbandsspitze rechtliche und finanzielle Garantien für die kommende Spielzeit vorlegen sollte, aber drohte, den Rechtsanwalt der NASL aus dem Fenster des Wolkenkratzers zu werfen. Professioneller Fußball reduzierte sich daraufhin in den USA auf die Major Indoor Soccer League, und bei Cosmos gab es nur noch die Jugendabteilung. Chinaglias Cosmos war damit praktisch materiell ohne Wert und der Klub samt Pokalen endete beim früheren Cosmos General-Manager G. Peppe Pinton, der 2010 die Namensrechte für eine Neugründung veräußerte (→ New York Cosmos (2010)).
1983 wurde Chinaglia auch Präsident von Lazio in Rom. 1985 stieg der von ihm geführte Verein in die Serie B ab.
2006 war er als Experte für den US-Fernsehsender ABC bei der Fußball-Weltmeisterschaft in Deutschland tätig. Im Juli 2006 wurde auch der Dokumentarfilm „Once in a Lifetime: The Extraordinary Story of the New York Cosmos“ („Fußball vom anderen Stern: Die Geschichte von Cosmos New York“) uraufgeführt, in dem Chinaglia wie fast alle Stars des US-Clubs dessen Geschichte kommentiert.

### Haftbefehl
Im November 2007 wurde Chinaglia nach einem Skandal um mutmaßliche Kursmanipulationen von Lazio-Aktien zur Zahlung einer Geldstrafe von 4,2 Millionen Euro verurteilt. Er hatte italienischen Medien berichtet, ein ungarischer Pharmakonzern sei an dem Erwerb von Lazio interessiert, obwohl die Information falsch war. Dadurch stiegen die Aktien des Vereins (der seit dem Jahr 2000 an der Mailänder Börse notiert ist) in die Höhe.
Chinaglia wird auch beschuldigt, Lazio-Präsident Claudio Lotito bedroht und erpresst zu haben. Er soll Druck auf Lotito ausgeübt haben, um ihn zum Verkauf des Clubs zu bewegen.
Im Juli 2008 wurde erneut ein Haftbefehl gegen Chinaglia erlassen.
Giorgio Chinaglia verstarb am 1. April 2012 im Alter von 65 Jahren in Florida an den Folgen eines Herzinfarktes. Aus seiner ersten Ehe mit Connie, geborene Eruzione, Cousine von Mike Eruzione, der 1980 die USA in der Endrunde des olympischen Eishockeyturniers gegen die Sowjetunion zum sensationellen 4:3-Sieg schoss und damit die Grundlage für den späteren Goldmedaillen-Gewinn legte, die er 1970 traf, stammten drei Kinder: Giorgio Jr., Stephanie und Cynthia. Aus seiner zweiten Ehe mit Angela Cacioppo hatte er die Söhne Anthony und Donald.
Clive Toye, der als Manager von New York Cosmos Chinaglia verpflichtete und später Präsident der NASL wurde, bezeichnete Chinaglia 2011 in einer Nachbetrachtung als „verlogenen Bastard“ und „menschlichen Schrott“. Franz Beckenbauer betrachtete Chinaglia als ungeeignet für eine Karriere als Diplomat.

## Kurioses
1974 erschien eine von Chinaglia eingesungene Single I'm Football Crazy bei RCA.